# Montes Cordillera
Montes Cordillera är en ringformad bergskedja på södra halvklotet av månen, den ligger precis vid den västra kanten av den del av månen som är vänd mot jorden. En stor del av berskedjan ligger på den del av månen som aldrig kan ses från jorden. Den har fått sitt namn efter det spanska ordet för bergskedja, som exempelvis är en vanlig benämning på delar av bergskedjan Anderna.
Montes Cordillera är en ringformad bergskedja som formar den yttre ringen kring månhavet Mare Orientale (månhavets namn betyder Österhavet, trots att det ligger på månens västra sida). Ringen är omkring 900 kilometer i diameter. En inre ringformad bergskedja heter Montes Rook. Mellan dessa bergskedjor ligger det lilla månhavet Lacus Autumni. På bergskedjans östra sida, som kan ses från jorden, ligger kratern Eichstadt och söder om denna kratern Krasnov. Norr om den från jorden synbara delen av Montes Cordillera ligger kratern Schlüter och söder om den, sydväst om kratern Krasnov, ligger kratern Wright.